# المعزولة (إدلب)
المعزولة قرية سورية تتبع ناحية دركوش في منطقة جسر الشغور في محافظة إدلب. بلغ عدد سكانها 1358 نسمة في عام 2004 حسب إحصاء المكتب المركزي للإحصاء.